# Anapidae
Famille
Synonymes
- Micropholcommatidae Hickman, 1944
- Holarchaeidae Forster & Platnick, 1984

Les Anapidae sont une famille d'araignées aranéomorphes.

## Distribution

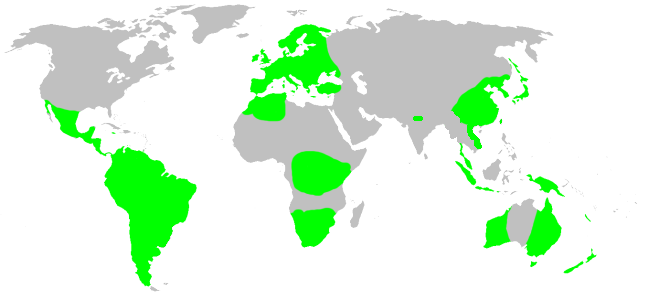
Distribution

Les espèces de cette famille se rencontrent en Amérique, en Océanie, en Asie, en Afrique et en Europe.

## Paléontologie
Cette famille est connue depuis le Paléogène.

## Liste des genres
Selon World Spider Catalog (version 25.5, 23/01/2025) :
- Acrobleps Hickman, 1979
- Algidiella Rix & Harvey, 2010
- Anapis Simon, 1895
- Anapisona Gertsch, 1941
- Austropholcomma Rix & Harvey, 2010
- Borneanapis Snazell, 2009
- Caledanapis Platnick & Forster, 1989
- Chasmocephalon O. Pickard-Cambridge, 1889
- Comaroma Bertkau, 1889
- Conculus Kishida, 1940
- Crassanapis Platnick & Forster, 1989
- Crozetulus Hickman, 1939
- Dippenaaria Wunderlich, 1995
- Elanapis Platnick & Forster, 1989
- Enielkenie Ono, 2007
- Eperiella Rix & Harvey, 2010
- Epigastrina Rix & Harvey, 2010
- Eterosonycha Butler, 1932
- Forsteriola Brignoli, 1981
- Gaiziapis Miller, Griswold & Yin, 2009
- Gertschanapis Platnick & Forster, 1990
- Gigiella Rix & Harvey, 2010
- Guiniella Rix & Harvey, 2010
- Hickmanapis Platnick & Forster, 1989
- Holarchaea Forster, 1955
- Mandanapis Platnick & Forster, 1989
- Maxanapis Platnick & Forster, 1989
- Metanapis Brignoli, 1981
- Micropholcomma Crosby & Bishop, 1927
- Minanapis Platnick & Forster, 1989
- Montanapis Platnick & Forster, 1989
- Normplatnicka Rix & Harvey, 2010
- Nortanapis Platnick & Forster, 1989
- Novanapis Platnick & Forster, 1989
- Octanapis Platnick & Forster, 1989
- Olgania Hickman, 1979
- Paranapis Platnick & Forster, 1989
- Patelliella Rix & Harvey, 2010
- Pecanapis Platnick & Forster, 1989
- Plectochetos Butler, 1932
- Pseudanapis Simon, 1905
- Pua Forster, 1959
- Queenslanapis Platnick & Forster, 1989
- Raveniella Rix & Harvey, 2010
- Rayforstia Rix & Harvey, 2010
- Risdonius Hickman, 1939
- Sheranapis Platnick & Forster, 1989
- Sinanapis Wunderlich & Song, 1995
- Sofanapis Platnick & Forster, 1989
- Spinanapis Platnick & Forster, 1989
- Taliniella Rix & Harvey, 2010
- Taphiassa Simon, 1880
- Tasmanapis Platnick & Forster, 1989
- Teutoniella Brignoli, 1981
- Tinytrella Rix & Harvey, 2010
- Tricellina Forster & Platnick, 1989
- Victanapis Platnick & Forster, 1989
- Zangherella Caporiacco, 1949
- Zealanapis Platnick & Forster, 1989

Selon World Spider Catalog (version 23.5, 2023) :
- † Balticonopsis Wunderlich, 2004
- † Balticoroma Wunderlich, 2004
- † Cenotextricella Penney, 2007
- † Deanoorapsis Penney, 2020
- † Dubianapis Wunderlich, 2004
- † Flagellanapis Wunderlich, 2004
- † Fossilanapis Wunderlich, 2004
- † Palaeoanapis Wunderlich, 1988
- † Ruganapis Wunderlich, 2004
- † Saxonanapis Wunderlich, 2004
- † Tuberanapis Wunderlich, 2004

## Systématique et taxinomie
Cette famille a été décrite par Simon en 1895 comme une tribu des Argiopidae.
Cette famille rassemble 233 espèces dans 59 genres actuels.
Les Micropholcommatidae a été placée en synonymie par Schütt en 2003 puis Lopardo, Giribet et Hormiga en 2011.
Les Holarchaeidae a été placée en synonymie par Dimitrov et al. en 2017.

## Publication originale
- Simon, 1895 : Histoire naturelle des araignées. Paris, vol. 1, p. 761-1084 (texte intégral).